# Graff (månekrater)
Graff er et lille nedslagskrater på Månen. Det befinder sig på den sydlige halvkugle på Månens forside og er opkaldt efter den tysk-polske astronom Kasimir R. Graff (1878-1950). På grund af dets placering ses Graff i perspektivisk forkortning fra Jorden, og dets synlighed er påvirket af libration.
Navnet blev officielt tildelt af den Internationale Astronomiske Union (IAU) i 1970. 

## Omgivelser
Graffkrateret ligger vest for Vallis Bouvard, en sænkning i den sydlige del af det lag af udkastet materiale, som omgiver Mare Orientale-nedslagsbassinet. Mod syd-sydvest ligger det mindre Catalánkrater.

## Karakteristika
Graff er nogenlunde cirkulært, men med en let udadgående bule langs sydsiden. Kraterranden og de indre kratervægge er ikke erodet af betydning, og væggene skråner ned mod en ring af nedfaldet materiale, som omgiver kraterbunden. Denne er noget irregulær, og der ligger et lille krater nær dens midtpunkt og et andet mod nordøst.

## Satellitkratere
De kratere, som kaldes satellitter, er små kratere beliggende i eller nær hovedkrateret. Deres dannelse er sædvanligvis sket uafhængigt af dette, men de får samme navn som hovedkrateret med tilføjelse af et stort bogstav. På kort over Månen er det en konvention at identificere dem ved at placere dette bogstav på den side af satellitkraterets midte, som ligger nærmest hovedkrateret. Graffkrateret har følgende satellitkratere:
| Graff | Længde  | Bredde  | Diameter |
| ----- | ------- | ------- | -------- |
| A     | 41,2° S | 86,1° V | 21 km    |
| U     | 42,1° S | 90,7° V | 20 km    |

## Måneatlas
- Billeder af Graffkrateret i LPI-måneatlasset
- USGS-kort